# Нгуен Ван Хьеу
Нгуен Ван Хьеу (21 июля 1938, Ханой, Вьетнам — 23 января 2022) — вьетнамский физик, долгое время работавший в СССР (в Объединённом институте ядерных исследований в Дубне), специалист в области квантовой теории поля и теоретической физики элементарных частиц, иностранный член РАН (1982), лауреат Ленинской премии в области науки и техники 1986 года.

## Биография
Нгуен Ван Хьеу родился в Ханое 21 июля 1938 года. Он был старшим сыном из десяти детей в семье.
В 1954 году Нгуен Ван Хьеу поступил на физический факультет Ханойского педагогического университета, который окончил в 1956 году, после чего продолжил свою работу в том же университете.
В 1960 году Нгуен Ван Хьеу приехал в СССР и начал работать в Лаборатории теоретической физики Объединённого института ядерных исследований в Дубне. В 1964 году он защитил докторскую диссертацию, в 1966—1969 годах был руководителем группы в Лаборатории теоретической физики. В 1968 году он стал профессором Московского государственного университета имени М. В. Ломоносова.
В 1970 году Нгуен Ван Хьеу возвратился во Вьетнам и начал свою работу в качестве директора Института физики, а также заместителя председателя Национального центра научных исследований. В 1975—2006 годах он занимал ряд руководящих позиций в научных и образовательных учреждениях и организациях: был президентом Национального центра научных исследований Республики Вьетнам, директором Академии по изучению материалов, директором Ханойского технологического института, а также директором Академии наук и технологий Вьетнама. Начиная с 2005 года он является руководителем Азиатско-Тихоокеанского центра теоретической физики.
Параллельно с этим Нгуен Ван Хьеу продолжает своё сотрудничество с Объединённым институтом ядерных исследований. В 1982 году он был назначен начальником сектора Лаборатории теоретической физики ОИЯИ. В сентябре 1982 года он был избран иностранным членом АН СССР (с 1991 года — иностранный член РАН).
В течение долгих лет он является полномочным представителем правительства Социалистической Республики Вьетнам в ОИЯИ и членом Учёного совета ОИЯИ.
Нгуен Ван Хьеу скончался 23 января 2022 года.

## Научные результаты
Основные работы Нгуена Ван Хьеу связаны с квантовой теорией поля и теорией многочастичных систем. Он исследовал асимптотические соотношения между амплитудами рассеяния в релятивистской локальной квантовой теории поля. Часть работ посвящена структуре векторного тока в слабом взаимодействии, теории унитарной симметрии элементарных частиц и дисперсионным соотношениям. У него также есть работы по теории сверхпроводимости и спариванию электронов в сверхпроводниках.
В 1986 году за цикл работ «Инклюзивные процессы в сильных взаимодействиях элементарных частиц высоких энергий и открытие масштабной инвариантности в этих процессах» Нгуен Ван Хьеу был удостоен Ленинской премии в области науки и техники (вместе с Сергеем Денисовым, Мирианом Мествиришвили и Юрием Прокошкиным).

## Государственные награды
- Орден Независимости I степени (10 июля 2009 года).
- Орден Дружбы (10 апреля 1996 года, Россия) — за плодотворную деятельность в развитии международного сотрудничества в области ядерных исследований[10].

## Некоторые публикации
- А. А. Логунов, Нгуен Ван Хьеу, И. Т. Тодоров. Асимптотические соотношения между амплитудами рассеяния в локальной теории поля. УФН, 1966, т. 88, вып. 1, с. 51—91.
- Нгуен Ван Хьеу. Лекции по теории унитарной симметрии элементарных частиц. Москва, Атомиздат, 1967, 343 c.
- Нгуен Ван Хьеу. Основы метода вторичного квантования. Москва, Энергоатомиздат, 1984, 206 c.